# Lijst van aardbevingen in 2011

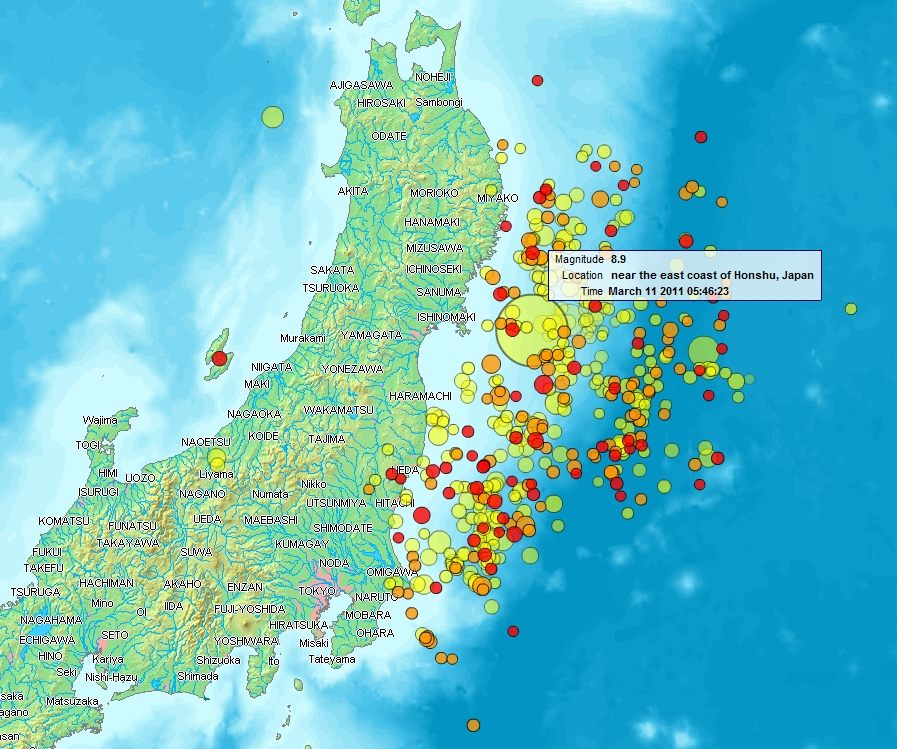
Kaart van de aardbeving in Japan en de naschokken die volgden.

De aardbevingen in 2011 hebben tot op dit moment meer dan 18.000 mensenlevens geëist. De dodelijkste was de aardbeving in Japan die zich voordeed op 11 maart en een tsunami veroorzaakte die ter hoogte van de kerncentrale Fukushima Daiichi een hoogte had van circa 14 meter. Door de beving en de tsunami lieten zeker 15.894 mensen het leven, terwijl 2.550 mensen nog steeds worden vermist. De beving had een kracht van 9,0 op de schaal van Richter en is daarmee de op vier na zwaarste aardbeving sinds 1900.

## Overzicht
Hieronder volgt een overzicht van de aardbevingen die de meeste levens hebben geëist en de zwaarste aardbevingen.

### Krachtigste aardbevingen
| Nr. | Schaal van Richter | Locatie                 | Datum5     |
| --- | ------------------ | ----------------------- | ---------- |
| 1.  | 9,0                | Sendai, Japan           | 11 maart   |
| 2.  | 7,2                | Beloetsjistan, Pakistan | 19 januari |
| 3.  | 7,2                | Honshu, Japan           | 9 maart    |

### Dodelijkste aardbevingen
| Nr. | Aantal doden | Locatie                     | Datum       |
| --- | ------------ | --------------------------- | ----------- |
| 1.  | 12.009       | Sendai, Japan               | 11 maart    |
| 2.  | 182          | Christchurch, Nieuw-Zeeland | 21 februari |
| 3.  | 75           | Shan, Myanmar               | 24 maart    |
| 4.  | 26           | Yunnan, China               | 10 maart    |

## Maandoverzicht
Lijst van aardbevingen over de hele wereld in 2011 van minimaal 6,5 op de schaal van Richter of met noemenswaardige bijzonderheden.

### Januari

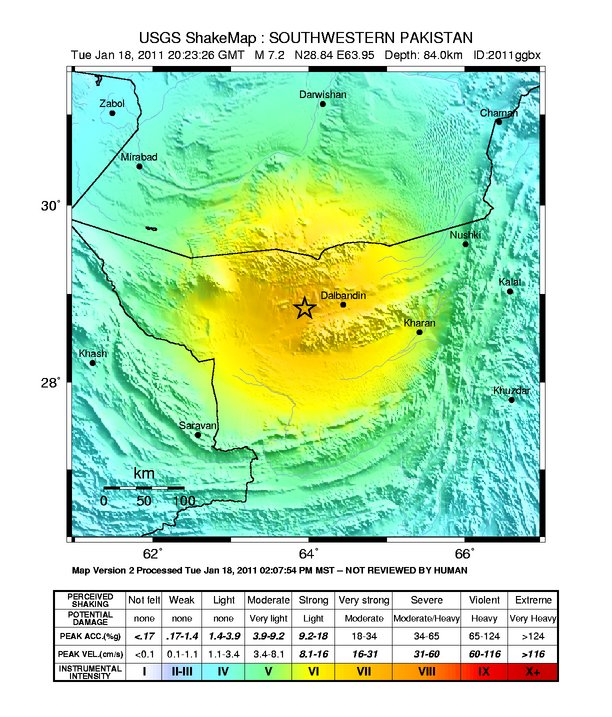
Het epicentrum van de aardbeving in Pakistan op 19 januari.

- 1 januari – In Santiago del Estero, Argentinië vindt een aardbeving plaats met aan kracht van 7,0 op de schaal van Richter. Aangezien het hypocentrum zeer diep zat, werd de aardbeving nauwelijks gevoeld en raakte niemand gewond.
- 2 januari – In Araucanía, Chili vindt een aardbeving plaats met aan kracht van 7,1 op de schaal van Richter. Er vielen geen doden.
- 9 januari – Op Vanuatu vindt een aardbeving plaats met aan kracht van 6,6 op de schaal van Richter. Er vielen enkele gewonden.
- 12 januari – Bij de Bonineilanden vindt een aardbeving plaats met aan kracht van 6,5 op de schaal van Richter.
- 13 januari – Bij de Loyaliteitseilanden vindt een aardbeving plaats met aan kracht van 7,0 op de schaal van Richter. De aardbeving werd nauwelijks gevoeld.
- 19 januari – In het zuiden van Pakistan vindt een aardbeving plaats met aan kracht van 7,2 op de schaal van Richter. Het werd aangevoeld als een zware aardbeving, maar de schade viel uiteindelijk mee. De beving was te voelen tot in Saoedi-Arabië. Er vielen twee doden. (hoofdartikel)

### Februari
- 10 februari – In de Celebeszee vinden op 356 en 286 kilometer ten zuidoosten van Jolo, Filipijnen kort na elkaar twee aardbevingen plaats met een kracht van respectievelijk 6,6 en 6,3 op de schaal van Richter.
- 11 februari – In Bío-Bío, Chili, vindt een aardbeving plaats met een kracht van 6,8 op de Schaal van Richter.
- 14 februari – In Maule, Chili, vindt een aardbeving plaats met een kracht van 6,6 op de schaal van Richter..
- 21 februari – In de regio Canterbury, vlak bij Lyttelton in Nieuw-Zeeland, vindt een aardbeving plaats met een kracht van 6,5 op de schaal van Richter. Christchurch, wat dicht bij Lyttelton ligt, krijgt ook zware klappen. De kracht van de aardbeving was niet zeer zwaar, maar de beving vond plaats op slechts 5.000 meter diepte. Er vielen 182 doden en tientallen gewonden. (hoofdartikel)

### Maart
- 6 maart – Bij de Zuidelijke Sandwicheilanden vindt een aardbeving plaats met een kracht van 6,5 op de schaal van Richter.
- 7 maart – Op de Salomonseilanden vindt een aardbeving plaats met een kracht van 6,6 op de schaal van Richter.
- 9 maart – Bij Honshu, Japan vindt een aardbeving plaats met een kracht van 7,2 op de schaal van Richter. Er vallen geen zwaargewonden, maar de schok wordt goed gevoeld.
- 9 maart – In Papoea-Nieuw-Guinea vindt een aardbeving plaats met een kracht van 6,5 op de schaal van Richter.
- 10 maart – Bij de grens van Myanmar en China vindt een aardbeving plaats met een kracht van 5,8 op de schaal van Richter. Er vallen 26 doden en 313 gewonden (waarvan 133 ernstig gewond). (hoofdartikel)
- 11 maart – Op 130 kilometer ten oosten van Sendai, Japan vindt een zware zeebeving plaats met een kracht van 9,0 op de schaal van Richter. Deze zeebeving heeft een enorme vloedgolf tot gevolg. Tot nu toe staat het dodental op zeker 14.894 doden en 2.550 vermisten laatste update: 16 juli 2017  (bron: National Police Agency of Japan, June 11, 2017). De grote beving wordt gevolgd door een reeks van naschokken, in totaal 6.757 tussen 11 maart en 31 december 2011, waarvan 35 met een kracht van 5.0 oplopend tot 7.1 op de schaal van Richter.
- 17 maart – Bij Vanuatu vindt een aardbeving plaats met een kracht van 6,3 op de schaal van Richter. Er vielen enkele gewonden.

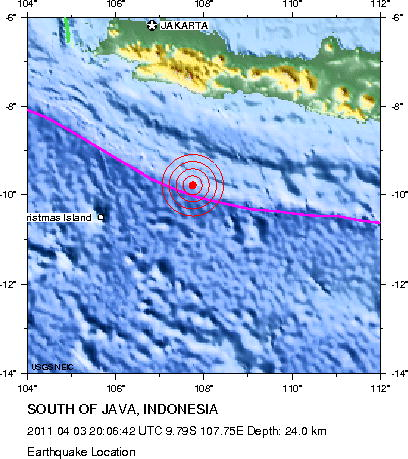
Het epicentrum van de aardbeving bij Java op 3 april.

- 24 maart – In het oosten van Myanmar vindt een aardbeving plaats met een kracht van 6,8 op de schaal van Richter. Tot nu toe zijn er 75 doden bekend. (hoofdartikel)
- 28 maart – Iets na vijf uur in de morgen vindt er een aardschok plaats van 2,1 op de schaal van Richter met als epicentrum het Groningse Sappemeer. Het hypocentrum lag op drie kilometer diepte, het KNMI kreeg veel meldingen binnen van mensen, wonend rond Sappemeer, die de schok gevoeld hadden.

### April
- 3 april – Ten zuiden van Java (Indonesië) vindt een aardbeving plaats van 6.7 op de Schaal van Richter. De Indonesische autoriteiten gaven kort na de beving een tsunamiwaarschuwing af, deze werd na twee uur weer ingetrokken. (hoofdartikel)
- 3 april – In de buurt van de Fiji-eilanden vindt een aardbeving plaats van 6.4 op de Schaal van Richter, de beving werd door weinig mensen gevoeld omdat het hypocentrum zeer diep lag.
- 7 april – In de Mexicaanse provincie Veracruz de Ignacio de la Llave vindt een aardbeving plaats van 6,5 op de schaal van Richter, op 167 km diepte.
- 7 april – Ten oosten van Japan vindt een zware naschok plaats van de aardbeving in maart. De kracht bedroeg 7,1 op de schaal van Richter. Direct na de beving werd er een tsunami waarschuwing afgegeven voor de Japanse oostkust. (hoofdartikel)
- 11 april – In het oosten van het Japanse eiland Honshu vindt een aardbeving plaats van 6,6 op de schaal van Richter, op 10,0 km diepte. Drie mensen komen om het leven doordat het gebouw waar zij zich in bevonden instortte.
- 12 april – Ten oosten van de Japanse hoofdstad Tokio vindt een aardbeving plaats van 6,2 op de schaal van Richter, met een hypocentrum op 13,1 km diepte.
- 18 april – Ten zuiden van de Kermadeceilanden vindt een aardbeving plaats van 6,6 op de schaal van Richter, op een diepte van 90,7 km. Door de diepte van de beving was er geen gevaar voor een tsunami.
- 23 april – Bij de Salomonseilanden vindt een aardbeving plaats van 6,9 op de schaal van Richter.

### Mei
- 10 mei – Bij de Franse Loyaliteitseilanden vindt een aardbeving plaats van 6,8 op de schaal van Richter.
- 11 mei – Spanje wordt getroffen door 2 aardbevingen met 4,4 en 5,2 op de schaal van Richter. Hierbij vallen zeker 10 doden. (hoofdartikel)
- 19 mei – In Turkse provincie Kütahya vindt een aardbeving plaats van 5,8 op de schaal van Richter. Twee mensen kwamen om het leven en er vielen meer dan honderd gewonden.

### Juni
- 13 juni – Bij Christchurch, Nieuw-Zeeland vindt opnieuw een aardbeving plaats. Deze keer met een kracht van 6,3 op de schaal van Richter, er viel 1 slachtoffer en meerdere gewonden.
- 20 juni – Bij de Chileense stad Antofagasta vindt een aardbeving plaats van 6.5 op de schaal van Richter.
- 23 juni – Bij Honshu, Japan vindt een aardbeving plaats van 6,7 op de schaal van Richter.
- 24 juni – Bij de Amerikaanse Foxeilanden, onderdeel van Alaska, vindt een aardbeving plaats van 7,2 op de schaal van Richter.

### Juli
- 5 juli – Op het noordelijke eiland van Nieuw-Zeeland vindt een aardbeving plaats van 6,5 op de schaal van Richter.
- 6 juli – Bij de Kermadeceilanden vindt een aardbeving plaats van 7,6 op de schaal van Richter.
- 10 juli – Ten noordoosten (in zee) van Tokio vindt een aardbeving plaats van 7,1 op de schaal van Richter.
- 19 juli – In de Vallei van Fergana vindt een aardbeving plaats van 6,1 op de schaal van Richter, er vallen 14 doden en meer dan honderd gewonden.
- 29 juli – 365 kilometer ten zuidzuidwesten van de Fiji-eilanden vindt een aardbeving plaats van 6,7 op de schaal van Richter.
- 31 juli – In de buurt van Wewak, op Papoea-Nieuw-Guinea, vindt een aardbeving plaats van 6,8 op de schaal van Richter.

### Augustus
- 2 augustus – In het noorden van de Belgische provincie West-Vlaanderen vindt aan aardbeving plaats van 2,4 op de schaal van Richter. Het epicentrum lag in Veldegem en had een doorsnede van 2 tot 6 km. De aardbeving deed zich voor omstreeks 20u37 en was voelbaar.
- 20 augustus – Bij Vanuatu vinden drie aardbevingen plaats van respectievelijk 7,1, 6,5 en 7,0.
- 24 augustus – In het noorden van Peru vindt een aardbeving plaats van 6,8 op de schaal van Richter.
- 30 augustus – In de Banda zee bij Indonesië vindt een aardbeving plaats van 6,8 op de schaal van Richter.

### September
- 2 september – Bij de Amerikaanse Foxeilanden vindt een aardbeving plaats van 6,8 op de schaal van Richter.
- 2 september – In Argentinië vindt een aardbeving plaats van 6,7 op de schaal van Richter.
- 3 september – Bij Vanuatu vindt een aardbeving plaats van 7,0 op de schaal van Richter.
- 7 september – Op Sumatra vindt een aardbeving plaats van 6,6 op de schaal van Richter, er vielen zeker drie doden.
- 8 september – In het grensgebied van Duitsland en Nederland vindt om 21.02 uur een aardbeving plaats van 4,5 op de schaal van Richter. Het epicentrum lag nabij Goch op een diepte van 4.1 kilometer. (hoofdartikel).
- 16 september – Bij het Japanse Honshu vindt een aardbeving plaats van 6,6 op de schaal van Richter.
- 18 september – In de Indische deelstaat Sikkim vindt een aardbeving plaats van 6,9 op de schaal van Richter. Er vallen zeker 111 doden
- 22 september – Bij Tonga vindt een aardbeving plaats van 6,5 op de schaal van Richter.

### Oktober
- 23 oktober – Bij Van in Turkije, schaal 7,1 op de schaal van Richter[1]

## Aardbevingen in Nederland
Krachtigste aardbevingen
| Nr. | Schaal van Richter | Locatie   | Datum       |
| --- | ------------------ | --------- | ----------- |
| 1.  | 4,6                | Nijmegen  | 8 september |
| 2.  | 2,4                | Stedum    | 19 januari  |
| 3.  | 2,3                | Wirdum    | 27 juni     |
| 4.  | 2,1                | Sappemeer | 28 maart    |